# Tuffi ai campionati mondiali di nuoto 2019 - Trampolino 3 metri sincro femminile
La gara dei tuffi dal trampolino 3 metri sincro femminile dei campionati mondiali di nuoto 2019 è stata disputata il 15 luglio presso il Nambu International Aquatics Centre di Gwangju. La gara, alla quale hanno preso parte 23 coppie di atlete provenienti da altrettante nazioni, si è svolta in due turni, in ognuno dei quali le coppie hanno eseguito una serie di cinque tuffi.
La competizione è stata vinta dalla coppia cinese Shi Tingmao e Wang Han, mentre l'argento e il bronzo sono andati rispettivamente alla coppia canadese Jennifer Abel e Melissa Citrini-Beaulieu e a quella messicana Paola Espinosa e Melany Hernández.

## Programma
| Data           | Ora (UTC+9) | Turno       |
| -------------- | ----------- | ----------- |
| 15 luglio 2019 | 10:00       | Preliminari |
| 15 luglio 2019 | 15:30       | Finale      |

## Risultati
Il turno preliminare è iniziato alle ore 10:00. La finale ha avuto inizio alle 15:30.

### Preliminari
| Pos. | Nazione       | Atlete                                 | Punti  | Note |
| ---- | ------------- | -------------------------------------- | ------ | ---- |
| 1    | Cina          | Shi Tingmao Wang Han                   | 309.90 | Q    |
| 2    | Canada        | Jennifer Abel Mélissa Citrini-Beaulieu | 292.08 | Q    |
| 3    | Australia     | Maddison Keeney Anabelle Smith         | 287.43 | Q    |
| 4    | Gran Bretagna | Grace Reid Katherine Torrance          | 280.53 | Q    |
| 5    | Stati Uniti   | Alison Gibson Krysta Palmer            | 274.44 | Q    |
| 6    | Malaysia      | Ng Yan Yee Nur Dhabitah Sabri          | 270.60 | Q    |
| 7    | Russia        | Kristina Il'inych Marija Poljakova     | 267.90 | Q    |
| 8    | Messico       | Paola Espinosa Melany Hernández        | 265.50 | Q    |
| 9    | Svizzera      | Madeline Coquoz Jessica Favre          | 264.78 | Q    |
| 10   | Paesi Bassi   | Inge Jansen Celine van Duijn           | 259.50 | Q    |
| 11   | Corea del Sud | Cho Eun-bi Kim Su-ji                   | 257.52 | Q    |
| 12   | Italia        | Elena Bertocchi Chiara Pellacani       | 257.37 | Q    |
| 13   | Germania      | Lena Hentschel Tina Punzel             | 253.59 |      |
| 14   | Giappone      | Haruka Enomoto Hazuki Miyamoto         | 253.50 |      |
| 15   | Ucraina       | Viktorija Kesar Hanna Pysmenska        | 249.03 |      |
| 16   | Brasile       | Luana Lira Tammy Takagi                | 242.07 |      |
| 17   | Nuova Zelanda | Elizabeth Cui Goh Yu Qian              | 236.40 |      |
| 18   | Colombia      | Steffanie Madrigal Diana Pineda        | 234.42 |      |
| 19   | Norvegia      | Anne Tuxen Helle Tuxen                 | 223.32 |      |
| 20   | Cuba          | Anisley García Prisis Ruiz             | 219.30 |      |
| 21   | Singapore     | Fong Kay Yian Ashlee Tan               | 206.49 |      |
| 22   | Macao         | Choi Sut Kuan Leong Sut Chan           | 174.21 |      |
| 23   | Thailandia    | Surincha Booranapol Ramanya Yanmongkon | 174.06 |      |

### Finale
| Pos. | Nazione       | Atlete                                 | Punti  |
| ---- | ------------- | -------------------------------------- | ------ |
|      | Cina          | Shi Tingmao Wang Han                   | 342.00 |
|      | Canada        | Jennifer Abel Mélissa Citrini-Beaulieu | 311.10 |
|      | Messico       | Paola Espinosa Melany Hernández        | 294.90 |
| 4    | Russia        | Kristina Il'inych Marija Poljakova     | 292.8  |
| 5    | Gran Bretagna | Grace Reid Katherine Torrance          | 289.80 |
| 6    | Australia     | Maddison Keeney Anabelle Smith         | 278.13 |
| 7    | Paesi Bassi   | Inge Jansen Celine van Duijn           | 277.50 |
| 8    | Malaysia      | Ng Yan Yee Nur Dhabitah Sabri          | 277.35 |
| 9    | Italia        | Elena Bertocchi Chiara Pellacani       | 274.74 |
| 10   | Stati Uniti   | Alison Gibson Krysta Palmer            | 274.47 |
| 11   | Svizzera      | Madeline Coquoz Jessica Favre          | 268.95 |
| 12   | Corea del Sud | Cho Eun-bi Kim Su-ji                   | 258.75 |